# Weissia laxifolia
Weissia laxifolia là một loài rêu trong họ Pottiaceae. Loài này được (Hook. f.) Hampe mô tả khoa học đầu tiên năm 1880.